# Trockenhänge bei Steigra
Die Trockenhänge bei Steigra sind ein FFH-Gebiet in den Gemeinden Steigra im Saalekreis und Karsdorf im Burgenlandkreis in Sachsen-Anhalt.

## Allgemeines
Das FFH-Gebiet ist circa 125 Hektar groß. Im Nordwesten grenzt es an das Naturschutzgebiet „Schmoner Busch, Spielberger Höhe und Elsloch“, nach Süden schließt das Naturschutzgebiet „Trockenrasenflächen bei Karsdorf“ an. Das FFH-Gebiet überlagert sich mit dem Landschaftsschutzgebiet „Unstrut-Triasland“ und umfasst die Flächennaturdenkmale „Hohe Gräte“ und „Hahnenberge (Appeninnensonnenröschenvorkommen)“. Es ist durch die Landesverordnung zur Unterschutzstellung der Natura 2000-Gebiete im Land Sachsen-Anhalt (N2000-LVO LSA) seit dem 21. Dezember 2018 rechtlich gesichert. Zuständige untere Naturschutzbehörden sind die Landkreise Saalekreis und Burgenlandkreis.

## Beschreibung
Das FFH-Gebiet liegt südwestlich von Halle (Saale) im Naturpark Saale-Unstrut-Triasland. Es umfasst überwiegend in südwestliche Richtungen exponierte und zur Unstrut steil abfallende Muschelkalkhänge der Querfurter Platte mit einem Mosaik aus Wäldern, Offenlandbereichen und Gehölzen.
Die Wälder sind als naturnahe und artenreiche Labkraut-Eichen-Hainbuchenwälder ausgebildet. In der Baumschicht stocken Traubeneiche, Gemeine Esche und Winterlinde. Dazu gesellen sich Hainbuche, Feldahorn, Feldulme und Elsbeere. Die Strauchschicht wird unter anderem von Hasel, Wolligem und Gewöhnlichem Schneeball, Rotem Hartriegel, Kornelkirsche und Liguster gebildet. Die Krautschicht ist artenreich ausgebildet. So sind hier Buschwindröschen, Gelbes Windröschen, Leberblümchen, Haselwurz, Goldnessel, Vielblütige Weißwurz, Maiglöckchen, Echte Schlüsselblume, Hohe Schlüsselblume, Geflecktes Lungenkraut, Raues Veilchen, Wunderveilchen und Waldveilchen sowie Waldzwenke, Hainrispengras, Waldlabkraut, Waldbingelkraut, Christophskraut, Türkenbundlilie, Schwärzende Platterbse, Großes Zweiblatt, Weißes Waldvöglein und Blauroter Steinsame zu finden.
Die Offenlandbereiche beinhalten bedeutende Vorkommen artenreicher Trockenrasen, die als Kalktrockenrasen oder Steppentrockenrasen ausgebildet sind. Das Gebiet beherbergt Vorkommen unter anderem von Bienenragwurz, Fliegenragwurz, Mückenhändelwurz, Schwalbenwurz, Purpurknabenkraut, Helmknabenkraut, Braunroter Stendelwurz, Gewöhnlicher Kuhschelle, Nacktstängelschwertlilie, Stängellosem Tragant, Zottiger Spitzkiel sowie zahlreichen weiteren Arten der Trocken- und Halbtrockenrasen und als botanische Besonderheit das Apenninensonnenröschen, das hier und im FFH- und Naturschutzgebiet „Tote Täler“ sein einziges bekanntes Vorkommen in Ostdeutschland hat.
Die Offenlandbereiche sind geeignete Lebensräume für Zauneidechse und Schlingnatter. Das Gebiet beherbergt noch isolierte Vorkommen des Quendel-Ameisenbläulings. Das Gebiet ist Nahrungshabitat für die Fledermausarten Großes Mausohr, Großer und Kleiner Abendsegler, Mopsfledermaus, Breitflügelfledermaus, Fransenfledermaus, Kleine Bartfledermaus, Nymphenfledermaus, Zwergfledermaus und Kleine Hufeisennase.
Das FFH-Gebiet ist größtenteils von landwirtschaftlichen Nutzflächen umgeben und grenzt im Osten an die Ortslage von Steigra. Hier wird es von der Landesstraße 177 gequert.